# Proces s

Przykładowa reakcja procesu s

Proces s (ang. s-process, slow neutron captures process) – reakcja jądrowa nukleosyntezy zachodząca przy stosunkowo niskiej gęstości neutronów i średniej temperaturze. Ma miejsce w gwiazdach o masach porównywalnych do masy Słońca w końcowym etapie ich życia, gdy gwiazda przechodzi przez fazę AGB.
Proces polega na wychwycie niezbyt szybkich neutronów przez nuklidy i rozpadach beta minus, prowadząc do powstawania jąder o coraz większej liczbie atomowej. Proces ten pozwala na powstanie jąder cięższych od niklu.
Przykładowa reakcja:
{\displaystyle _{48}^{110}{\hbox{Cd}}+_{0}^{1}n\;\to \;_{48}^{111}{\hbox{Cd}}}
{\displaystyle _{48}^{111}{\hbox{Cd}}+_{0}^{1}n\;\to \;_{48}^{112}{\hbox{Cd}}}
{\displaystyle _{48}^{112}{\hbox{Cd}}+_{0}^{1}n\;\to \;_{48}^{113}{\hbox{Cd}}}
{\displaystyle _{48}^{113}{\hbox{Cd}}+_{0}^{1}n\;\to \;_{48}^{114}{\hbox{Cd}}}
{\displaystyle _{48}^{114}{\hbox{Cd}}+_{0}^{1}n\;\to \;_{48}^{115}{\hbox{Cd}}}
{\displaystyle _{48}^{115}{\hbox{Cd}}\;\to \;_{49}^{115}{\hbox{In}}+e^{-}+{\overline {\nu }}_{e}}
{\displaystyle _{49}^{115}{\hbox{In}}+_{0}^{1}n\;\to \;_{49}^{116}{\hbox{In}}}
{\displaystyle _{49}^{116}{\hbox{In}}\;\to \;_{50}^{116}{\hbox{Sn}}+e^{-}+{\overline {\nu }}_{e}}
{\displaystyle _{50}^{117}{\hbox{Sn}}+_{0}^{1}n\;\to \;_{50}^{118}{\hbox{Sn}}}
{\displaystyle _{50}^{118}{\hbox{Sn}}+_{0}^{1}n\;\to \;_{50}^{119}{\hbox{Sn}}}
{\displaystyle _{50}^{119}{\hbox{Sn}}+_{0}^{1}n\;\to \;_{50}^{120}{\hbox{Sn}}}
{\displaystyle _{50}^{120}{\hbox{Sn}}+_{0}^{1}n\;\to \;_{50}^{121}{\hbox{Sn}}}
{\displaystyle _{50}^{121}{\hbox{Sn}}\;\to \;_{51}^{121}{\hbox{Sb}}+e^{-}+{\overline {\nu }}_{e}}
{\displaystyle _{51}^{121}{\hbox{Sb}}+_{0}^{1}n\;\to \;_{51}^{122}{\hbox{Sb}}}
{\displaystyle _{51}^{122}{\hbox{Sb}}\;\to \;_{52}^{122}{\hbox{Te}}+e^{-}+{\overline {\nu }}_{e}}
Izotopy, dla których izotop zawierający o jeden neutron mniej nie jest trwały (kadm-116, cyna-122, cyna-124, antymon-123), nie mogą powstać w wyniku tego procesu.
W procesie s skala czasowa wychwytu neutronu jest dużo dłuższa od skali czasowej rozpadu beta, w związku z czym zachodzą wszystkie możliwe rozpady. Powstające nuklidy leżą zatem na płaszczyźnie A-Z wzdłuż linii beta stabilności.
Ciąg ten kończy się na jądrach z liczbą masową A = 209 (bizmut). Następne nuklidy są już nietrwałe ze względu na rozpad alfa.